# Roman Ogaza
Roman Grzegorz Ogaza (Katowice, 17 novembre 1952 – Forbach, 5 marzo 2006) è stato un calciatore polacco, di ruolo attaccante.

## Carriera

### Club
In carriera ha giocato complessivamente 4 partite in Champions League, segnandovi anche un gol. Nella stagione 1983-1984 ha giocato 3 partite in Coppa UEFA con la maglia del Lens, segnando anche un gol.
Ha inoltre giocato sia nella prima divisione polacca che in quella francese.

### Nazionale
Nel 1976 vinse la medaglia d'argento ai Giochi Olimpici di Montreal, nei quali ha giocato nella partita vinta per 5-0 contro la Corea del Nord. Ha inoltre giocato complessivamente 21 partite in nazionale, segnando 6 gol.

## Palmarès

### Club

#### Competizioni nazionali
- Coppa di Polonia: 2

Górnik Zabrze: 1968-1969, 1969-1970

### Nazionale
- Argento olimpico: 1

Montréal 1976